# Права интерсекс-людей в Великобритании
Права интерсекс-людей в Великобритании нарушаются по ряду показателей. Интерсекс-люди в Соединённом Королевстве сталкиваются с пробелами в правовой защите, особенно в защите от несогласованного медицинского вмешательства и защите от дискриминации. Действия правозащитных интерсекс-организаций направлены на запрет ненужных медицинских вмешательств и вредоносных практик, содействие общественному признанию и равенству в соответствии с требованиями Совета Европы и Организации Объединённых Наций. Правозащитные интерсекс-организации проводят кампанию за более широкое общественное признание, понимание проблем телесной автономии и признание прав человека интерсекс-людей.
На острове Джерси действуют ограниченные меры защиты от дискриминации. Они не защищают интерсекс-человека от нежелательного медицинского вмешательства и не решают других вопросов, поднятых в Мальтийской декларации.

## История
Законы Хивела ап Каделла включали в себя определение прав гермафродитов. В трактате Брактона де Генри «О законах и обычаях Англии», написано, что человек может быть «мужчиной, женщиной или гермафродитом» при этом, «гермафродита считают мужчиной или женщиной в зависимости от преобладания половых органов». Английский юрист XVII века Эдвард Кок написал в своих трудах: «Каждый наследник — это мужчина или женщина или гермафродит, то есть мужчина и женщина. И гермафродит (который также называется Андрогинусом) должны быть наследниками мужского или женского пола, в зависимости от преобладающего пола». Его труды считаются основой общего права.
Интерсекс-люди были изображены на херефордской карте, средневековой карте известного мира, на которой изображён гермафродит за пределами мира, известного её создателям. В середине XIX века газета The Welshman опубликовала отчёт о рождении интерсекс-ребёнка 7 ноября 1851 года. Ещё один случай был зарегистрирован в 1906 году газетой The Cambrian в Уэльсе, где писалось о смерти в Кардиффе интерсекс-ребёнка, который при патологоанатомическом исследовании был определён как девочка. Известные исторические интерсекс-фигуры в Великобритании включают сэра Эвана Форбса (1912—1991), 11-го баронета Крейгиевара, Доун Лэнгли Симмонс (1937 или 1922—2000), английскую писательницу и биографа и Джорджину Сомерсет (1923—2013), первого открытого интерсекс-человека в Великобритании. Среди выдающихся деятелей современности — «национальное сокровище ЛГБТ» Сэвэн Грэм, писатель Иэн Морланд, леди Колин Кэмпбелл, автор «Руководства по жизни современной леди», Лиза Ли Дарк, валлийская оперная певица и актриса озвучивания, Ди Палмер из группы Jethro Tull и Кэролайн Косси.
Первое зарегистрированное предложение заменить термин «гермафродит» на «интерсекс» в медицине было сделано британским врачом Кавадиасом в 1940-х годах. Это предложение было поддержано другими врачами в Великобритании в 1960-х.
В 1988 году была создана британская группа поддержки для людей с синдромом нечувствительности к андрогенам (The Androgen Insensitivity Syndrome Support Group (UK)). С того момента также в Великобритании появились интерсекс-организации Intersex International UK, Intersex UK и Британская ассоциация интерсекс-людей.
Соучредитель Intersex UK Холли Гринберри выступила на «первом параллельном мероприятии Совета ООН по правам человека по интерсекс-вопросам» в марте 2014 года вместе с Мауро Кабралом и представителями организации Intersex International Australia и Zwischengeschlecht. Она также была процитирована в статье в The Independent, в которой говорится:
Мы находимся на переломном этапе ... Большинство умных людей были бы полностью удивлены и крайне встревожены гражданским неравенством и нарушениями прав человека, с которыми сталкиваются здоровые интерсекс-дети и молодые люди.
В отчете BBC News за 2017 год представитель Группы поддержки людей с синдромом нечувствительности к андрогенам заявил, что врачи обычно скрывали правду о диагнозах пациентов от своих пациентов вплоть до 2012 года.

## Физическая неприкосновенность

Юридический запрет на медицинское вмешательство без согласия пациента
Приостановка медицинских вмешательств без согласия пациента

Специалисты клиники Intersex Clinic at University College London в 2001 году начали публиковать доказательства, указывающие на вред, который может возникнуть в результате несоответствующих вмешательств, и советовали свести к минимуму использование хирургических процедур в детстве. Данные, представленные за последние годы, показывают, что на практике мало что изменилось. Крейтон и другие исследователи из Великобритании обнаружили, что количество операций на клиторе у детей младше 14 лет увеличилось с 2006 года, и «последние публикации в медицинской литературе, как правило, сосредоточены на хирургических методах без каких-либо сообщений об опыте пациентов».
Часто считается, что родители могут дать согласие на феминизирующее или маскулинизирующее вмешательство в отношении своего ребёнка, и это может считаться стандартом для лечения. Однако это оспаривается, особенно когда вмешательства направлены на решение психосоциальных проблем. В редакционной статье BMJ в 2015 году говорилось, что родители чрезмерно подвержены влиянию информации поступающей от медиков, могут не осознавать, что они соглашаются на экспериментальное лечение. В редакционной статье текущие хирургические вмешательства описываются как экспериментальные, утверждается, что клиническая уверенность в построении «нормальной» анатомии гениталий не подтверждена, и что надёжных с медицинской точки зрения путей, кроме хирургического вмешательства, ещё не существует.
В сноске к докладу Палаты общин о трансгендерном равенстве в 2016 году говорилось, что медицинские вмешательства на половых органах интерсекс-людей остались в прошлом, и страна отрицала такую практику в заявлениях, сделанных Комитету ООН по правам ребёнка позже в том же году. Однако это опровергалось данными, представленными Комитету ООН интерсекс-организациями позже в 2016 году, включая статистику случаев из больниц Национальной службы здравоохранения и клинические публикации. В своих заключительных замечаниях Комитет выразил озабоченность по поводу «ненужных с медицинской точки зрения хирургических операций и других процедур на интерсекс-детях до того, как они смогут дать свое информированное согласие, что часто влечёт за собой необратимые последствия и может вызвать серьёзные физические и психологические страдания, а также отсутствие компенсации таких случаях». Он призвал правительство «гарантировать физическую неприкосновенность, автономию и самоопределение затронутым детям, а также предоставить семьям с интерсекс-детьми адекватную психологическую помощь и поддержку», обучить специалистов и обеспечить возмещение ущерба.
В 2017 году президент Британской ассоциации детских урологов заявил, что «необратимые операции редко проводятся в младенчестве», когда родители полностью участвуют в принятии решений. Холли Гринберри из Intersex UK заявила, что родителей по-прежнему принуждают принимать ранние хирургические решения.
В октябре 2017 года в рамках защиты неприкосновенности личности Комитет ООН по правам инвалидов призвал правительство Соединённого Королевства «отменить все виды законов, постановлений и практик, допускающих любые формы принудительного вмешательства или хирургического вмешательства. и обеспечить соблюдение права на свободное, предварительное и осознанное согласие на лечение, а также наличие поддерживаемых механизмов принятия решений и усиленных гарантий с уделением особого внимания женщинам, интерсекс-людям, девочкам и мальчикам».

## Защита от дискриминации

Защита прав интерсекс-людей
Защита ряда прав интерсекс-людей
Защита прав интерсекс-людей в ещё более узкой выборке характеристик

С 1 сентября 2015 года Закон о дискриминации (Джерси) 2013 года включает статус интерсекс-признаков в определение пола. Пол является одним из признаков по которому запрещена дискриминация в соответствие с данным законом. Закон гласит:
«Пол»
- Пол — это защищаемая характеристика.
- В отношении защищаемой характеристики —
  - (а) ссылка на лицо, обладающее этой характеристикой, является ссылкой на мужчину, женщину или человека, имеющего статус интерсекс-человека;
  - (б) ссылка на лиц, которые разделяют эту характеристику, является ссылкой на лиц того же пола.
- В этом параграфе лицо имеет статус интерсекс-человека, если у него есть физические, хромосомные, гормональные или генетические особенности, которые:
  - (а) ни полностью соответствуют мужским или женским;
  - (б) сочетают в себе признаки мужского и женского пола; или же
  - (c) не относятся ни к мужским, ни к женским

## Документы, удостоверяющие личность
Соединённое Королевство не разрешает интерсексуалам изменять классификацию пола, за исключением случаев, когда они заявляют, что они трансгендеры, и следуют соответствующим медицинским протоколам, включая диагностику гендерной дисфории.

## Право на жизнь
Несколько интерсекс-вариаций находятся в списке Управления по вопросам оплодотворения и эмбриологии человека Великобритании «серьезных генетических состояний», например, дефицит 5-альфа-редуктазы и синдром нечувствительности к андрогенам. В 2015 году в тематическом документе Совета Европы о правах человека и интерсекс-людях говорилось:
Право интерсекс-людей на жизнь может быть нарушено в результате дискриминационного «выбора пола» и «преимплантационной генетической диагностики и других форм тестирования и отбора по определенным характеристикам». Действия несовместимы с этическими нормами и стандартами в отношении прав человека из-за дискриминации, совершаемой в отношении интерсекс-людей на основе их половых признаков.

## Правозащитная деятельность
В Великобритании существует ряд правозащитных организаций занимающихся вопросами интерсекс-людей, такие как Intersex UK, OII-UK и UK Intersex Association.

### Известные интерсекс-активисты Великобритании
- Аник Сони, соучредитель благотворительной организации InterconnectedUK и член Королевского общества искусств[41][42][43],
- Иэн Морланд, много писавший по вопросам интерсекс-людей, в том числе из личного опыта[44][45][46][47]. Морланд также стал соучредителем Critical Sexology в 2002 году, продолжающейся серии междисциплинарных семинаров по гендерным вопросам и сексуальности[1].
- Севен Грэм[48].